# Eleitorado de Reiquiavique Sul (Islândia)
O Eleitorado de Reiquiavique Sul é um dos seis distritos eleitorais da Islândia. Sua maior cidade, e a única incluída, é Reiquiavique. Sua população em 2009 era de 119,357 habitantes incluindo 43,784 eleitores.

## Geografia
Faz fronteira com os distritos eleitorais do grupo constituinte de Reiquiavique Norte, e dos grupos constituintes do Sul e do Sudoeste.

## Administração
O distrito eleitoral inclui a parte sul da cidade de Reiquiavique, e a parte urbana da Região da Capital.